# 天主教阿斯蒂教區
天主教阿斯蒂教區（拉丁語：Dioecesis Astensis）是天主教會在義大利的一個教區。屬都靈總教區。
教區成立於5世紀，第一位有文獻記錄的主教帕斯托雷出現於451年米蘭教省的會議上。教區主教在901年起獲得瞎子路易捐贈的土地，其權力於1095年獲確認。1775年教區修院啟用，1784年5月17日教區主教放棄了其世俗權力。
教區包括亞歷山德里亞省西部、阿斯蒂省中部和都靈省東南部，2012年有教友142,900人，佔轄區總人口91.7%。教區下轄126個堂區，有121名司鐸。現任教區主教為方濟·圭多·拉維納勒。